# 명동사랑방
《명동사랑방》는 대한민국 ENA의 오리지널 예능 프로그램이다.

## 기획 의도
"우정이냐! 사랑이냐!" 1박 2일간 숨 가쁘게 펼쳐지는 올드스쿨 단체 미팅 프로그램

## 방송 일정
| 방송 채널 | 방송 기간                         | 방송 시간                            | 비고   |
| --------- | --------------------------------- | ------------------------------------ | ------ |
| ENA       | 2023년 1월 27일 ~ 2023년 2월 3일  | 매주 금요일 밤 8시 30분 ~ 9시 50분   | 본방송 |
| ENA       | 2023년 2월 16일 ~ 2023년 3월 23일 | 매주 목요일 밤 10시 20분 ~ 11시 50분 | 본방송 |

## 진행자
- 서장훈
- 채정안
- 박하선
- 양세찬

## 에피소드 목록
| 화차 | 순번 | 방송일          | 남성팀①︎    | 남성팀①︎                        | 여성팀①︎    | 여성팀①︎                        | 남성팀②︎    | 남성팀②︎                        | 여성팀②︎  | 여성팀②︎                        | 비고 |
| ---- | ---- | --------------- | ---------- | ------------------------------ | ---------- | ------------------------------ | ---------- | ------------------------------ | -------- | ------------------------------ | ---- |
| 1    | 1    | 2023년 1월 27일 | Y대어때    | 이흔악, 고석현, 이동희, 마민서 | 똑블리즈   | 신채연, 신지혜, 김시원, 유현서 | 태권돌     | 송다빈, 정인창, 오종훈, 박형민 | 앙큼폭시 | 제예진, 오하은, 서유빈, 양샛별 |      |
| 2    | 1    | 2월 3일         | Y대어때    | 이흔악, 고석현, 이동희, 마민서 | 똑블리즈   | 신채연, 신지혜, 김시원, 유현서 | 태권돌     | 송다빈, 정인창, 오종훈, 박형민 | 앙큼폭시 | 제예진, 오하은, 서유빈, 양샛별 |      |
| 3    | 1    | 2월 16일        | Y대어때    | 이흔악, 고석현, 이동희, 마민서 | 똑블리즈   | 신채연, 신지혜, 김시원, 유현서 | 태권돌     | 송다빈, 정인창, 오종훈, 박형민 | 앙큼폭시 | 제예진, 오하은, 서유빈, 양샛별 |      |
| 4    | 2    | 2월 23일        | 하입보이   | 김수민, 김현재, 안병선, 조규혁 | 은또걸즈   | 허시연, 이혜림, 이정윤, 신세희 | 어깨깡패   | 안시현, 최종영, 이용석, 강민수 | 앙큼상큼 | 이나래, 김보현, 서하연, 정승연 |      |
| 5    | 2    | 3월 2일         | 하입보이   | 김수민, 김현재, 안병선, 조규혁 | 은또걸즈   | 허시연, 이혜림, 이정윤, 신세희 | 어깨깡패   | 안시현, 최종영, 이용석, 강민수 | 앙큼상큼 | 이나래, 김보현, 서하연, 정승연 |      |
| 6    | 2    | 3월 9일         | 하입보이   | 김수민, 김현재, 안병선, 조규혁 | 은또걸즈   | 허시연, 이혜림, 이정윤, 신세희 | 어깨깡패   | 안시현, 최종영, 이용석, 강민수 | 앙큼상큼 | 이나래, 김보현, 서하연, 정승연 |      |
| 7    | 3    | 3월 16일        | 테니스왕자 | 박성민, 이태경, 남성훈, 한미르 | 공주아씨들 | 정하나, 김수민, 이진희, 신채원 | 꽃보다남자 | 오재형, 김동현, 유상혁, 박필   | 말랑콩떡 | 이희루, 이연주, 장유진, 박서영 |      |
| 8    | 3    | 3월 23일        | 테니스왕자 | 박성민, 이태경, 남성훈, 한미르 | 공주아씨들 | 정하나, 김수민, 이진희, 신채원 | 꽃보다남자 | 오재형, 김동현, 유상혁, 박필   | 말랑콩떡 | 이희루, 이연주, 장유진, 박서영 |      |

## 결방 및 편성 변경
2023년
- 2월 10일 : 하이라이트 편성으로 인한 결방.

## 참고 사항
- 여운혁 PD와 문태주 PD 공동 담당한다.